# Lista głów państwa Kambodża

## Królestwo (francuski protektorat) (1863–1953)
| # | Portret | Król                          | Panowanie            | Panowanie        |
| # | Portret | Król                          | Od                   | Do               |
| - | ------- | ----------------------------- | -------------------- | ---------------- |
| 1 |         | Norodom (1834–1904)           | 19 października 1860 | 24 kwietnia 1904 |
| 2 |         | Sisowath (1840–1927)          | 27 kwietnia 1904     | 9 sierpnia 1927  |
| 3 |         | Sisowath Monivong (1875–1941) | 9 sierpnia 1927      | 24 kwietnia 1941 |
| 4 |         | Norodom Sihanouk (1922–2012)  | 24 kwietnia 1941     | 9 listopada 1953 |

## Królestwo Kambodży (1953–1970)
| #   | Portret | Król                          | Panowanie        | Panowanie           |
| #   | Portret | Król                          | Od               | Do                  |
| --- | ------- | ----------------------------- | ---------------- | ------------------- |
| (4) |         | Norodom Sihanouk (1922–2012)  | 9 listopada 1953 | 2 marca 1955        |
| 5   |         | Norodom Suramarit (1896–1960) | 2 marca 1955     | 3 kwietnia 1960     |
| —   |         | Chuop Hell (1909–ok 1975)     | 3 kwietnia 1960  | 6 kwietnia 1960     |
| —   |         | Sisowath Monireth (1909–1975) | 6 kwietnia 1960  | 13 czerwca 1960     |
| —   |         | Chuop Hell (1909–ok 1975)     | 13 czerwca 1960  | 20 czerwca 1960     |
| (4) |         | Norodom Sihanouk (1922–2012)  | 20 czerwca 1960  | 18 marca 1970       |
| 0   |         | Sisowath Kossamak (1904–1975) | 20 czerwca 1960  | 9 października 1970 |
| —   |         | Cheng Heng (1916–1996)        | 21 marca 1970    | 9 października 1970 |

### Republika Khmerów(1970–1975)
| # | # | Portret | Głowa państwa             | Kadencja            | Kadencja         | Partia polityczna                         |
| # | # | Portret | Głowa państwa             | Od                  | Do               | Partia polityczna                         |
| - | - | ------- | ------------------------- | ------------------- | ---------------- | ----------------------------------------- |
|   | 6 |         | Cheng Heng (1916–1996)    | 9 października 1970 | 9 marca 1972     | bezpartyjny                               |
|   | 7 |         | Lon Nol (1913–1985)       | 10 marca 1972       | 1 kwietnia 1975  | Partia Społeczno-Republikańska / wojskowy |
|   | — |         | Saukam Khoy (1915–2008)   | 1 kwietnia 1975     | 12 kwietnia 1975 | Partia Społeczno-Republikańska / wojskowy |
|   | — |         | Sak Sutsakhan (1928–1994) | 12 kwietnia 1975    | 17 kwietnia 1975 | wojskowy                                  |

### Demokratyczna Kampucza(1975–1979)
| # | #   | Portret | Głowa państwa                | Kadencja         | Kadencja         | Partia polityczna                   |
| # | #   | Portret | Głowa państwa                | Od               | Do               | Partia polityczna                   |
| - | --- | ------- | ---------------------------- | ---------------- | ---------------- | ----------------------------------- |
|   | (4) |         | Norodom Sihanouk (1922–2012) | 17 kwietnia 1975 | 11 kwietnia 1976 | Zjednoczony Front Narodowy Kambodży |
|   | 8   |         | Khieu Samphan (1931–)        | 11 kwietnia 1976 | 7 stycznia 1979  | Komunistyczna Partia Kambodży       |

### Ludowa Republika KampuczyiKambodża(1979–1993)
| # | #   | Portret | Głowa państwa                | Kadencja        | Kadencja         | Partia polityczna                      |
| # | #   | Portret | Głowa państwa                | Od              | Do               | Partia polityczna                      |
| - | --- | ------- | ---------------------------- | --------------- | ---------------- | -------------------------------------- |
|   | 9   |         | Heng Samrin (1934–)          | 7 stycznia 1979 | 6 kwietnia 1992  | Kampuczańska Partia Ludowo-Rewolucyjna |
|   | 10  |         | Chea Sim (1932–2015)         | 6 kwietnia 1992 | 14 czerwca 1993  | Kambodżańska Partia Ludowa             |
|   | (4) |         | Norodom Sihanouk (1922–2012) | 14 czerwca 1993 | 24 września 1993 | bezpartyjny                            |

### Królestwo Kambodży(1993–)
| #   | Portret | Król                         | Panowanie            | Panowanie           |
| #   | Portret | Król                         | Od                   | Do                  |
| --- | ------- | ---------------------------- | -------------------- | ------------------- |
| (4) |         | Norodom Sihanouk (1922–2012) | 24 września 1993     | 7 października 2004 |
| 11  |         | Norodom Sihamoni (1953–)     | 14 października 2004 | nadal               |